# Rhyacia umbratus
Rhyacia umbratus är en fjärilsart som beskrevs av Alpheus Spring Packard 1867. Rhyacia umbratus ingår i släktet Rhyacia och familjen nattflyn. Inga underarter finns listade.